# Pachycentria glauca
Pachycentria glauca är en tvåhjärtbladig växtart som beskrevs av José Jéronimo Triana. Pachycentria glauca ingår i släktet Pachycentria och familjen Melastomataceae. Utöver nominatformen finns också underarten P. g. maingayi.